# 黑斜痣蜻
黑斜痣蜻（学名：[Tramea lacerata] 错误：{{Lang}}：文本有斜体标记（帮助））是蜻蛉目蜻蜓科的一种蜻蜓, 分布于北美洲
。

## 繁殖
蜻蜓交配时雄虫与雌虫形成一个「轮」(wheel)
。 
一对蜻蜓会「串连」在一起飞行。 產卵時暂时分开, 让雌虫下降到水面上產卵, 而雄虫在旁守护。 然后双虫再串連起来
。 

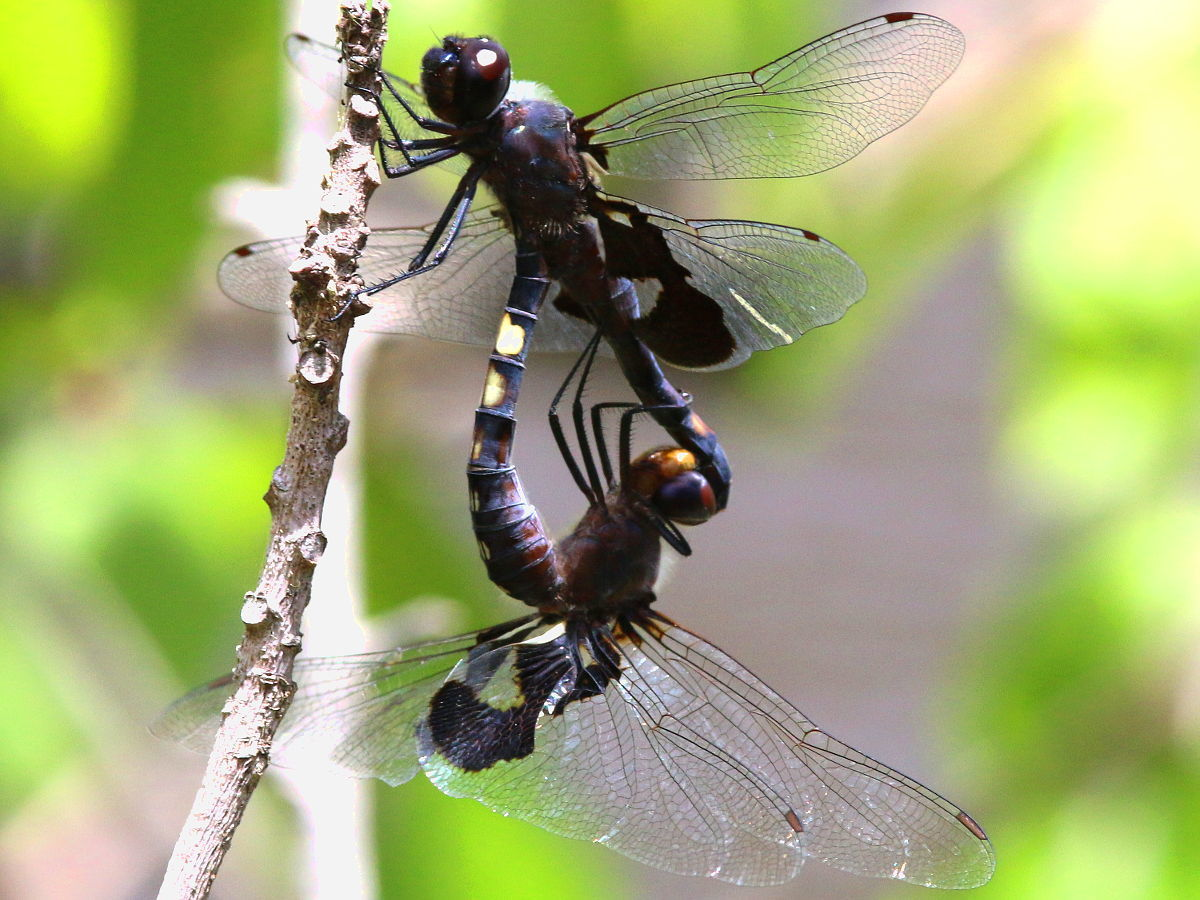
交配轮
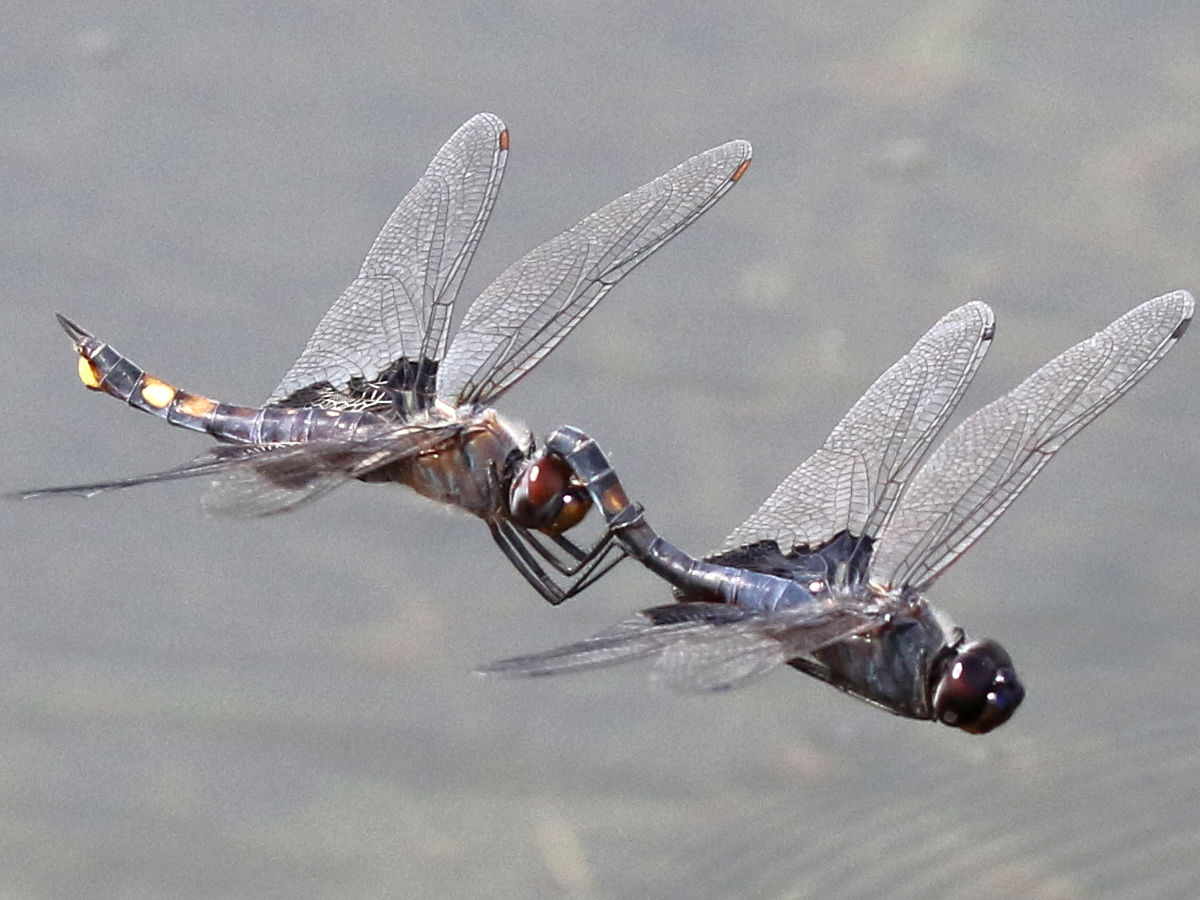
串连飞行
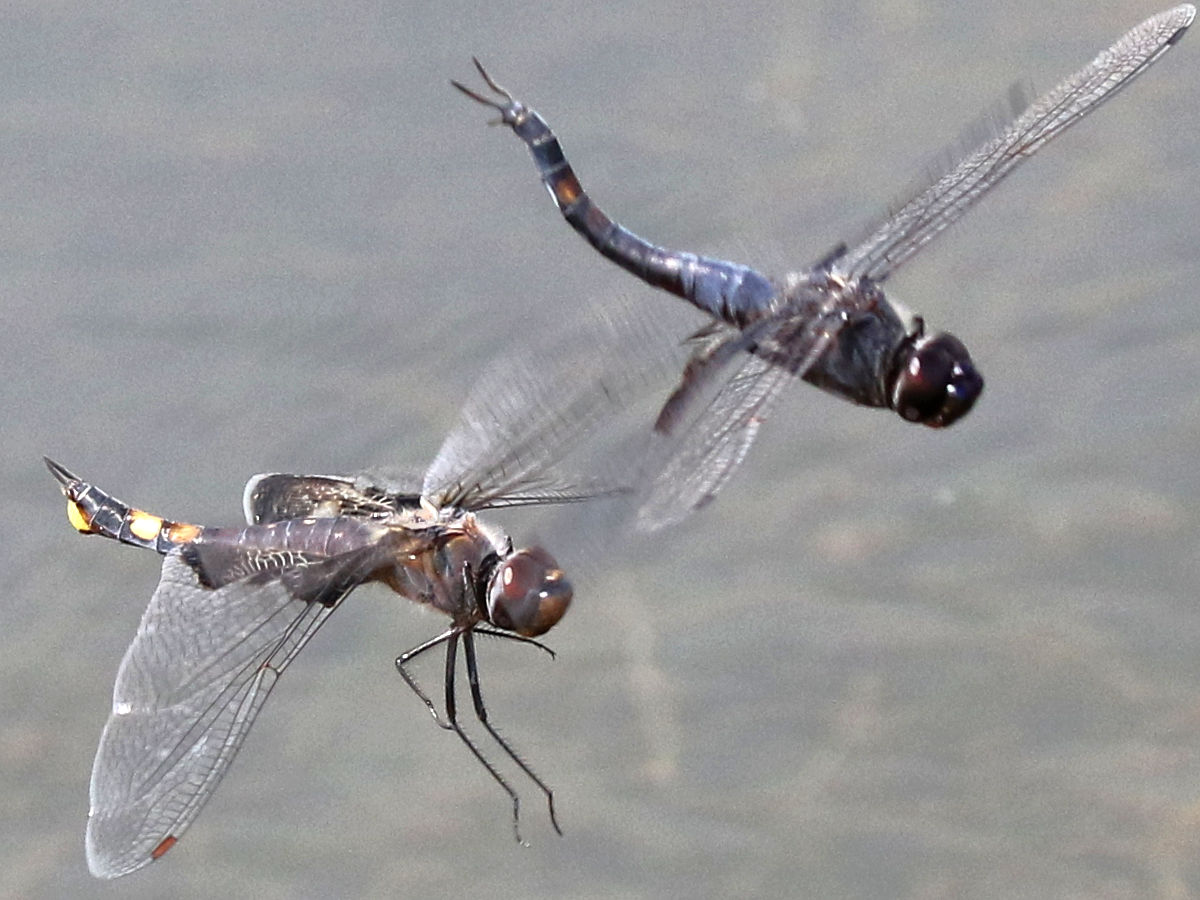
配偶分开
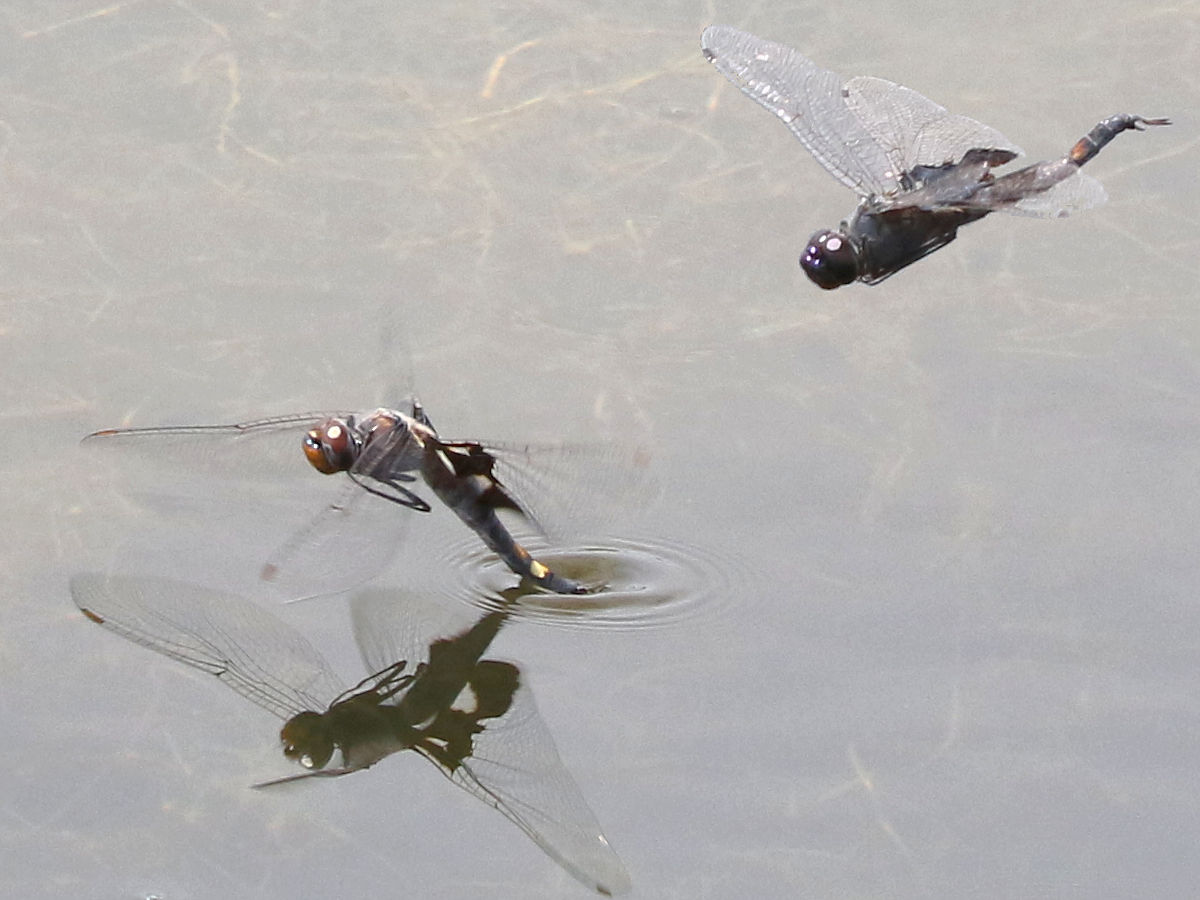
守护產卵